# A42-es autópálya (Németország)
Az A42-es autópálya (németül: Bundesautobahn 42) egy autópálya Németországban. Hossza 58 km.